# Хефестов храм
Хефестов храм је најбоље очувани храм у Грчкој из античког периода на простору Атинске Агоре. Посвећен је Хефесту, древном богу ватре и ковачког заната, једном од синова Зевса и Хере и Атини, богињи цивилизације, мудрости, ткања, заната и трезвеније стране рата у грчкој митологији.

## Положај
Храм је смештен унутар четврти Тисио, близу Акропоља и пијаце Монастираки, непосредно изнад атинске Агоре и Аталосове стое.

## Историја
Према археолозима, храм је саграђен на западном ободу града, у атинској Агори, на брду Агореос Коронос средином петог века п. н. е. (460—448 године п. н. е.). Мада су радови на његовим горњим деловима и архитектонским скулптурама окончани 420. године п. н. е., као класичан пример Дорског стила у античкој архитектури.

### Историјски оквири у којима је настао храм
Историјска збивања прве половине 5. века п. н. е. умногоме су утицале на грчку класичну уметност. Уметници тумаче битке, победе и патње, на један динамичан и слободан начин. Трагови архаичне скулптуре се лагано и у потпуности губе. Одлучујући 5. век п. н.е. је био борба ослобођења народа од тираније аристократске мањине над oстатком грчког друштва и исто толико судбоносан је био у напорима и победама које су извојеване у рату против Персијанаца. Захваљујући победи грађанске демократије и новом друштвеном поретку створени су услови за глорификацију слободe, ратничкој слави грчких хероја и захвалности боговима. Тако су настали многи храмови у атинској Агори међу којима је био и Хефестов.
После битке код Платеје, Грци су се заклели да никад више не обнове светиње уништене од стране Персијанаца током њихове инвазије, већ да их оставе у рушевинама као стални подсетник варварске свирепости непријаатеља.
Када је Кимон 468. године п. н. е. однео победу у битки на реци Еуримедиону завршени су грчко-персијски ратови. У наредним годинама Атињани су концентрисали своје активности пре свега на обнову економију и јачању свог утицај у Делском савезу, а тек у наредним деценијама наступа прво уклањање рушевина а потом и обнављање Акрополиса.
Кимоново обнављање Атине наставиће Перикле, ујединитељ, један од утицајнијнијих грађана који су се окупили и организовали опште снаге из којих је створена енергија и полет којима је испуњен скоро читав век грчке историје. Перикле је један од оснивача атинске демократије и имао је веома велики утицај на политичком и друштвеном нивоу. Наиме када је Перикле дошао на власт, он је осмислио огромни пројекат да се Атина оснује као велики центар моћи и грчке културе. У том периоду започета је и изградња Хафестовог храма у атинској Агори као дао доказ о традиционалном атинском богатству, о чему сведочи коришћење Дорског стила, скупих метопа и многобројних вајарских дела.

### Изградња храма
Археолошка ископавања указују на то да је пре овог храма постојала мали храм на врху брда Колонос Агораиос, који је спаљен, када су Персијанци заузели Атину у 480. године п. н. е.
Изградња храма која је почела је 449. године п. н. е. није завршен до 415 године п. н. е., вероватно зато што је акценат био стављен на изградњу споменика на Акропољу. Западна фриз је завршен између 445. и 440. године п. н. е. док се источни, западни педимент и разне модификације унутар храма датирају на период од 435. до 430. године п. н. е. До времена Никијиног мира, од 421. до 415. године п. н. е. на храму није стављен кров и нису подигнуте статуе божанстава, тако да храм званично отворен 416. или 415. године п. н. е.
Храм је пројектован и изграђен највероватније по нацртима Иктиноса, једног од талентованијих грчких архитеката који је учествовао и у градњи Партенона, заједно са многим другим занатлија који су радили на овом прелепом и најбоље очуваном храму у Грчкој. Овај античких архитеката заправо је радио по идејним творевинама великог Фидије, па се сматра да је богата декоративна пластика у храму представља аутентичан Фидијин израз, док је на самој изради исте ангажовано мноштво умешних античких вајара. Спекулише се да је на храму радио као ученик Фидијин, један део вајане пластике и велики грчки мислилац Сократ (тачније група „Грација”).
У трећем веку, око храма образована је мали врт у коме је посађено дрвеће и жбуње (нар, ловори и мирте).

### Пренамена храма
Од 7. века до 1834. године, храм је био православна црква посвећена Св. Георгију Акамату. Последња Света Миса у њему је одржана у фебруару 1833. године, када је Краљ Ото стигао у Грчку.
Зграда дугује своју изузетну очуваносст следећим факторима:
- Атина није у зони јаких земљотреса,
- Храм је претворен у хришћанску цркву у 7. веку што је утицало да камење са ње није коришћено за грађевински материјал,

Међутим претварање у цркву довела је до одређених оштећења због:
- Намерног сакаћења скулптура, из верских разлога, изузев минотаура у југоисточном углу који је задржао главу.
- Претварања у гробље. Наиме у раном 19. веку, храм је коришћен као протестантско гробље, на коме су сахрањени многи европски хеленисти који су умирали у рату за независност Грчке, што потврђују археолошка ископавања након којих су откривени бројни гробови.

Даља девастација храма прекинута је 1834. године након што је краљ Ото наредио да се грађевина користи као музеј, Хафестов храм је ову функцију имао све до 1934. године.
Данас је храм један од највећих и најбоље сачуваних древних (античких) споменика културе у Грчкој изузетно посећен од стране многобројних туриста из целог света.

## Изглед

### Архитектура
Храм је изграђен од Пентели мермера, док су његове скулптуре израђене од парског мермера у Дорском стилу.
Правоугаоног је облика са ужом источном и западном страном храма (ширине по 13,708 m), и дужом јужном и северном страном (дужине по 31,769 m).
Унутрашњост храма се састоји од:
- пронаоса, портика или предворја,
- наоса или целе, унутрашњег дела и главног простора храма — светилишта у коме се налазио кип божанства којем је посвећен храм.
- опистодома, задњег (унутрашњег) дела храма одвојеног од наос зидом и са посебаним излазом — на западној фасади.

По својој архитектонској форми храм је периферни, са стубовима који окружују средишње и унутрашње делове украшене фризовима. Храм има по шест стубова на источној и западној страни и по 13 на северној и јужној, који су висине 5,713 m.

### Декоративна пластика
У декоративној пластици храма доминира мешање два уметничка стила доског и јонског. У пронаос и опистодомос украшени су јонским фризовима, уместо више типичних дорских триглиписа који генерално допуњ скулптуре у делове и метопа. Мешање стилова највероватније је било инспирисано декоративном пластиком атинског Партенона.
Његов фриз и други украси су доста оштећени након земљотреса и инвазија непријатеља током векова.
На источној страни храма су скулптуре које приказују Херкулеса и битку Тезеја и Палантидеса, и педесетеро деце паласа. На западној страни скулптуре приказан је пад Троје.

### Украсни врт
Око храма, истраживањем су откривени трагови постојања малог врта засађеног у 3. веку п. н. е. Од посађене вегетације у врту је доминирало дрвеће и жбуње (нар, ловори и мирте).